# Пригодич, Николай Григорьевич
Никола́й Григо́рьевич Приго́дич (бел. Прыгодзіч Мікалай Рыгоравіч, род. 1 января 1953, д. Лыще, Пинская область) — белорусский языковед, доктор филологических наук (2000), профессор (2006), руководитель кафедры истории белорусского языка филологического факультета БГУ.

## Биография
Николай Григорьевич Пригодич родился 1 января 1953 года в деревне Лыще Пинского района (ныне — Брестской области).
После окончания филологического факультета Белорусского университета по специальности «белорусский язык и литература, русский язык и литература», работал преподавателем, старшим преподавателем и доцентом кафедры белорусского языка. С 1993 года руководит кафедрой истории белорусского языка.

## Научная деятельность
В 1982 году защитил кандидатскую диссертацию на тему «Сложные прилагательные в старобелорусском языке» (под руководством доктора филологических наук профессора Л. М. Шакуна). В 2000 году защитил докторскую диссертацию на тему «Словосложение в истории белорусского языка», выпустил монографию «Словосложение в белорусском языке».
Основные направления исследований:
- проблемы исторического словообразования, словообразования в белорусском языке,
- графико-орфографические и палеографические особенности памятников белорусской письменности,
- инновационные процессы в современном белорусском литературном языке.

Участник научных конференций в Белоруссии, Венгрии, Польше, России, Украине.
Занимается составлением и разработкой учебно-методических изданий и документов, необходимых для учебного процесса в ВУЗе; участвовал в подготовке «Энциклопедии литературы и искусства Беларуси», «Белорусской энциклопедии» (в 18 томах), энциклопедий «Белорусский язык» и «Республика Беларусь».
Является председателем экспертного совета по языкознанию высшей аттестационной комиссии Республики Беларусь, членом секции филологии Учебно-методического объединения ВУЗов Республики Беларусь, членом ученого совета филологического факультета, заместителем председателя Комитета по присуждению премии имени В.Пичеты (филология), а также заместителем главного редактора журнала «Веснік БДУ» (серия IV), журнала «Роднае слова», членом редколлегии журнала «Беларуская мова і літаратура».
О научных достижениях Н. Г. Пригодича свидетельствуют многие научные работы, среди которых монографии «Шчодрасць слова» (1990), «Словаскладанне ў беларускай мове» (2000), словари «Асобна, разам, праз дэфіс: Слоўнік-даведнік» (1994), «Старабеларускі лексікон» (1997), «Пішам без памылак: асобна, разам, праз дэфіс» (2002), «Слоўнік сучаснай беларускай мовы» (2009, 2010).

## Избранные труды
1. Складаныя прыметнікі ў старабеларускай мове: Аўтарэф. … канд. філал. навук. Мн., БДУ, 1982. 20 с.
2. Шчодрасць слова. Мн.: Народная асвета, 1990. 79 с.
3. Асобна, разам, праз дэфіс: слоўнік-даведнік. Мн.: Народная асвета, 1994. 256 с.
4. Беларуская мова: Najnowsze dzieje języków słowiańskich. Opole (Польшча), 1998. 327 с. (У сааўт.)
5. Гістарычная граматыка беларускай мовы: зб. практыкаванняў. Мн.: БДУ, 1999. 219 с. (У сааўт.); Архивная копия от 28 июля 2017 на Wayback Machine
6. Словаскладанне ў беларускай мове. Мн.: БДУ, 2000. 227 с.;
7. Пішам без памылак: разам, асобна, праз дэфіс. Мн.: Парадокс, 2002. 256 с.;
8. Беларуская мова (прафесійная лексіка): тыпавая вучэбная праграма для выш. навуч. устаноў. Мн.: РІВШ, 2008. 28 с. (У сааўт.);
9. Беларуская мова ў працах замежных лінгвістаў. — Мн.: БДУ, 2010. — 184 с. (у суаўтарстве з А. А. Прыгодзіч).

## Награды и премии
- Орден Трудового Красного Знамени (1986)
- Нагрудный знак «Отличник образования Республики Беларусь» (2003)
- Почётные грамоты Совета Министров Республики Беларусь (2013), Министерства образования РБ, ВАК РБ, Белорусского университета.